# Suzette Verhoeven
Suzette Verhoeven (Ieper, 17 november 1944 - Wuustwezel, 3 augustus 2016) was een Belgisch politica voor CVP / CD&V.

## Levensloop
Verhoeven was beroepshalve lerares, onder meer in het Annuntia Instituut te Wijnegem.
Zij werd lid van de CVP, waar ze voorzitster was van de CVP-Jongeren. Eind jaren 70 werd ze voor de CVP gemeenteraadslid van Merksem en nadat Merksem aan Antwerpen werd toegevoegd, werd zij aldaar districtsraadslid.
Ook in de nationale politiek was Verhoeven actief; van 1991 tot 1995 zetelde zij voor de CVP als provinciaal senator in de Belgische Senaat en van 1995 tot 1999 in de Kamer van volksvertegenwoordigers voor het kiesarrondissement Antwerpen. In het parlement was zij lid van de Commissies van Buitenlandse Zaken en Ontwikkelingssamenwerking. Daarna was zij van 2000 tot 2003 ondervoorzitster en van 2003 tot 2007 nationaal voorzitster van de KAV, de vrouwenafdeling van het ACW.
In oktober 2007 verliet Verhoeven de districtsraad van Merksem en de actieve politiek. Echter niet voor lang, want in april 2008 werd ze gemeenteraadslid van Antwerpen als opvolgster van Cathy Berx. Dit bleef ze tot in 2012.
Op 3 augustus 2016 is zij overleden in Coda Hospice te Wuustwezel. De uitvaart vond plaats in de Sint-Bartholomeuskerk te Merksem.